# Altershausen (Münchsteinach)
Altershausen (fränkisch: „Åldədshaúsn“) ist ein Gemeindeteil der Gemeinde Münchsteinach im Landkreis Neustadt an der Aisch-Bad Windsheim (Mittelfranken, Bayern). Die Gemarkung Altershausen hat eine Fläche von 5,558 km². Sie ist in 641 Flurstücke aufgeteilt, die eine durchschnittliche Flurstücksfläche von 8670,47 m² haben.

## Geographie
Das Kirchdorf liegt inmitten des Steigerwalds an der Weisach. Im Norden schließt sich eine Feriensiedlung an. Im Nordwesten liegt das Waldgebiet Mittlere Höhe. Im Südwesten liegt das Flurgebiet Polleiten, im Süden Kessel, im Südosten Schwambach. 1 km östlich erhebt sich der Stadlmannsberg (380 m ü. NHN).
Die Kreisstraße NEA 1 führt an der Hohenmühle vorbei nach Schornweisach (4 km östlich) bzw. nach Abtsgreuth zur Staatsstraße 2256 (1,6 km südwestlich). Gemeindeverbindungsstraßen führen nach Kienfeld zur ERH 21 (2,5 km nordöstlich) und zur Kreisstraße NEA 14 bei Neuebersbach (2,3 km südöstlich).

## Geschichte
Der Ort wurde am 6. August 1096 in einer Urkunde des Hochstifts Bamberg als „Altolveshusen“ erstmals erwähnt. Das Bestimmungswort des Ortsnamens ist der Personenname Altolf beziehungsweise Althold. Man kann davon auszugehen, dass der Ort im 9. Jahrhundert gegründet wurde. Möglicherweise war Altolf von Castell der Gründer des Ortes. Mit der Gründung des Klosters Münchsteinach im Jahr 1102 wurde der Ort diesem zugewiesen, nach dessen Auflösung im Jahr 1530 unterstand es dem markgräflichen Klosteramt Münchsteinach.
Gegen Ende des 18. Jahrhunderts gab es in Altershausen 22 Anwesen. Das Hochgericht übte das brandenburg-bayreuthische Stadtvogteiamt Neustadt an der Aisch aus, was aber von dem Castellschen Cent Burghaslach strittig gemacht wurde. Die Dorf- und Gemeindeherrschaft hatte das brandenburg-bayreuthische Klosteramt Münchaurach. Grundherren waren das Klosteramt Münchaurach (18 Anwesen: 2 Huben, 1 Hof, 1 Mühle, 6 Halbhuben, 1 Viertelhube, 3 Sölden, 1 Tropfhäuslein) und die Pfarrei Burghaslach (Kirche, Schule, 2 Güter).
Von 1797 bis 1810 unterstand der Ort dem Justizamt Dachsbach und Kammeramt Neustadt. 1810 kam Altershausen an das Königreich Bayern. Im Rahmen des Gemeindeedikts wurde Altershausen 1811 dem Steuerdistrikt Schornweisach und der 1813 gebildeten Ruralgemeinde Schornweisach zugeordnet. Mit dem Zweiten Gemeindeedikt (1818) entstand die Ruralgemeinde Altershausen, zu der die Schneidmühle gehörte. Sie war in Verwaltung und Gerichtsbarkeit dem Landgericht Neustadt an der Aisch zugeordnet und in der Finanzverwaltung dem Rentamt Neustadt an der Aisch (1919 in Finanzamt Neustadt an der Aisch umbenannt, seit 1972 Finanzamt Uffenheim). Am 4. August 1823 wurde Hombeer nach Altershausen umgemeindet. Ab 1862 gehörte Altershausen zum Bezirksamt Neustadt an der Aisch (1939 in Landkreis Neustadt an der Aisch umbenannt). Die Gerichtsbarkeit blieb beim Landgericht Neustadt an der Aisch (1879 in das Amtsgericht Neustadt an der Aisch umgewandelt). Die Gemeinde hatte eine Gebietsfläche von 11,352 km².
Am 1. Januar 1972 wurde die Gemeinde Altershausen aufgelöst: Altershausen und Schneidmühle wurden nach Münchsteinach eingegliedert, Hombeer nach Markt Taschendorf.

### Baudenkmäler
- Mühlenweg 4: Evang.-luth. Filialkirche St. Michael
- Mühlenweg 5: Mühle

### Einwohnerentwicklung
Gemeinde Altershausen
| Jahr      | 1818   | 1840   | 1852   | 1855   | 1861   | 1867   | 1871   | 1875   | 1880   | 1885   | 1890   | 1895   | 1900   | 1905   | 1910   | 1919   | 1925   | 1933   | 1939   | 1946   | 1950   | 1952   | 1961   | 1970   |
| Einwohner | 161    | 356    | 390    | 372    | 376    | 377    | 356    | 387    | 384    | 387    | 365    | 362    | 349    | 352    | 354    | 313    | 279    | 271    | 249    | 356    | 354    | 347    | 282    | 232    |
| Häuser    | 23     | 53     |        |        |        |        | 57     |        |        | 66     | 63     |        | 63     |        |        |        | 57     |        |        |        | 50     |        | 54     |        |
| Quelle    | [ 15 ] | [ 16 ] | [ 17 ] | [ 17 ] | [ 18 ] | [ 19 ] | [ 20 ] | [ 21 ] | [ 22 ] | [ 23 ] | [ 24 ] | [ 17 ] | [ 25 ] | [ 17 ] | [ 26 ] | [ 17 ] | [ 27 ] | [ 17 ] | [ 17 ] | [ 17 ] | [ 28 ] | [ 17 ] | [ 12 ] | [ 29 ] |

Ort Altershausen mit Schneidmühle
| Jahr      | 001818 | 001840 | 001861 | 001871 | 001885 | 001900 | 001925 | 001950 | 001961 | 001970 | 001987 | 002014 |
| Einwohner | 161    | 255    | 255    | 259    | 278    | 259    | 207    | 226    | 205    | 173    | 227    | 256    |
| Häuser    | 23     | 34     |        |        | 46     | 47     | 39     | 37     | 40     |        | 82     |        |
| Quelle    | [ 15 ] | [ 16 ] | [ 18 ] | [ 20 ] | [ 23 ] | [ 25 ] | [ 27 ] | [ 28 ] | [ 12 ] | [ 29 ] | [ 30 ] | [ 2 ]  |

## Religion
Der Ort ist seit der Reformation evangelisch-lutherisch geprägt. Ursprünglich war die St. Michael eine Filiale von St. Ägidius (Burghaslach), seit der ersten Hälfte des 19. Jahrhunderts gehört St. Michael zur Pfarrei St. Maria (Kleinweisach).

## Vereine
- Dorfverein Altershausen
- Männergesangverein Altershausen-Abtsgreuth
- Freiwillige Feuerwehr Altershausen